# Метченко, Алексей Иванович
Алексе́й Ива́нович Ме́тченко (12 [25] февраля 1907, Тыща, Долговическая волость, Могилёвская губерния, Российская империя — 5 июня 1985, Москва, Московская область, СССР) — советский литературовед, автор работ по теоретическим проблемам современной литературы, а также о М. Горьком, А. А. Блоке, А. Н. Толстом и других. Доктор филологических наук (1960), профессор. Лауреат Государственной премии СССР в области литературы, искусства и архитектуры (1973), член Союза писателей СССР.

## Биография
Родился 12 (25) февраля 1907 года в деревне Тыща Долговической волости Могилёвской губернии.
В 1929 году окончил Ленинградский педагогический институт имени А. И. Герцена, а в 1936 году там же аспирантуру. В 1929—1933 годах работал в педагогических техникумах Мордовии и Самары.
В 1936—1952 годах был доцентом, профессором и заведующим кафедрой русской литературы, преподавал и занимался научными исследованиями в Куйбышевском педагогическом институте. В 1939—1948 годах — декан факультета русского языка и литературы Куйбышевского педагогического института.
В 1941 году вступил в ВКП(б).
С 1952 по 1985 год — профессор и заведующий кафедрой современной литературы МГУ имени М. В. Ломоносова. В 1960 году защитил диссертацию на соискание учёной степени доктора филологических наук по теме «Творчество Маяковского в первые годы Советской власти. 1917—1924 гг.».

## Основные работы
Монографии
- «Творчество Маяковского. 1917—1924 гг.» (1954);
- «Творчество Маяковского. 1925—1930 гг.» (1961);
- «Проза и поэзия наших дней» (1964; в соавт.);
- «Маяковский. Очерк творчества» (1964);
- «Завещано Горьким: роль А. М. Горького в развитии социалистического реализма» (1969);
- «Кровное, завоёванное. Из истории советской литературы» (1971; 2-е изд. 1975);
- «Мудрость художника: о творчестве М. А. Шолохова» (1976);
- «Современная советская литература. 70-е гг. Актуальные проблемы» (1983; в соавт.)

Статьи
- Поэма Маяковского о Ленине // Звезда, 1938, № 4, с. 161—173;
- Маяковский накануне революции. О поэме «Человек» // Волжская новь. Альманах. Куйбышев, 1939, № 7, стр. 151—170.
- Поэт-новатор // Волжская новь. Альманах. Куйбышев, 1940, №. 9, стр. 3—32;
- Ранний Маяковский // Владимир Маяковский. Сб. I. М. — Л., Изд. АН СССР, 1940, стр. 9—68.
- Введение // История русской советской литературы. Т. 1. — М., 1958;
- Кровное, завоёванное // «Октябрь». — 1966. — № 5.

## Награды
- Медаль «За трудовую доблесть»[2]
- Медаль «За доблестный труд в Великой Отечественной войне 1941-1945 гг.»[2]
- Государственная премия СССР в области литературы, искусства и архитектуры (1973) за книгу «Кровное, завоёванное. Из истории советской литературы»[2]
- Лауреат премии имени М. В. Ломоносова (1958)